# بيتي جي. ميلر
بيتي جي. ميلر (بالإنجليزية: Betty G. Miller)‏ هي رسامة أمريكية، ولدت في 27 يوليو 1934 في شيكاغو في الولايات المتحدة، وتوفيت في 3 ديسمبر 2012 في الولايات المتحدة بسبب إنتان.